# Gro Harlem Brundtland
Pour les articles homonymes, voir Brundtland.
Gro Harlem Brundtland, née Harlem le 20 avril 1939 à Bærum, est une femme d'État norvégienne membre du Parti travailliste (AP), qu'elle a présidé de 1981 à 1992. Première ministre par trois fois entre 1981 et 1996, elle a passé près de dix ans au pouvoir et dirigé l'Organisation mondiale de la santé (OMS) de 1998 à 2003.
Elle a présidé à la rédaction du rapport « Notre avenir à tous », dit rapport Brundtland, sous l'égide des Nations unies, qui pose la définition du principe du développement durable.

## Biographie

### Origine et formation
Son père est Gudmund Harlem, un médecin qui étudie aux États-Unis alors qu'elle est enfant, grâce à une bourse de la fondation Rockefeller, et est ensuite ministre des Affaires sociales, puis de la Défense, de 1955 à 1965. Sa mère, Inga Brynolf, occupe un poste de fonctionnaire.
Après avoir suivi des études supérieures de médecine à l'université d'Oslo, elle obtient en 1965 un master de santé publique de l'université Harvard, et devient l'année suivante fonctionnaire à la direction norvégienne de la santé. En 1969, elle est nommée médecin consultant en chef au service de santé scolaire du département de santé publique de la municipalité d'Oslo.

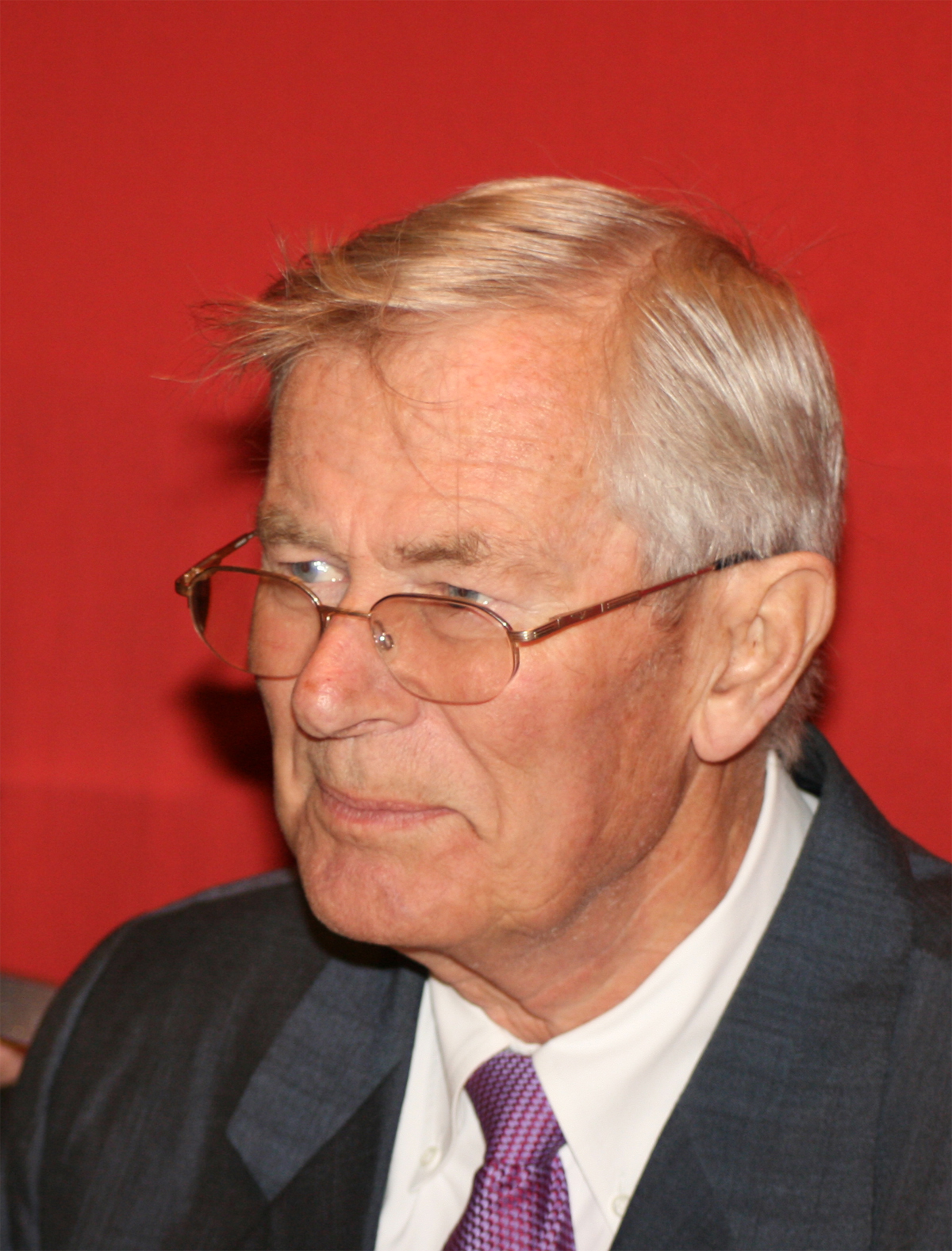
Arne Olav Brundtland.

Elle épouse en 1960 le conservateur Arne Olav Brundtland, avec qui elle a quatre enfants. Celui-ci publiera deux ouvrages relatifs à la carrière de son épouse : le premier, intitulé Gift med Gro (Marié à Gro), en 1996, et le second sept ans plus tard, baptisé Fortsatt gift med Gro (Toujours marié à Gro).

### Entrée en politique et ascension
Dès son enfance, elle entame un parcours militant en adhérant à l'Organisation des enfants du Parti travailliste, où elle trouvera ses deux mentors, Werna Gerhardsen, épouse du Premier ministre de l'époque, Einar Gerhardsen, et Rolf Hansen. Au cours de ses études secondaires, elle participe à la fondation de l'association des étudiants socialistes, puis intègre, pendant ses études supérieures, l'association des étudiants socialistes. Elle rejoint ensuite celle des étudiants travaillistes. Cette très forte implication dans les milieux de gauche a donc fait de son mariage avec un membre du Parti conservateur (H) une certaine surprise.
Le 6 septembre 1974, âgée d'à peine 35 ans, Gro Harlem Brundtland est nommée ministre de l'Environnement dans le cadre d'un remaniement ministériel consécutif au décès de Sonja Ludvigsen, ministre des Affaires sociales. Elle va alors faire de la politique environnementale une politique centrale du gouvernement. Son action reste ainsi attachée à la protection du plateau montagneux d'Hardangervidda, le début des forages pétroliers offshore, et les protestations internationales contre les pluies acides.
En 1975, elle est la première femme élue vice-présidente du Parti travailliste. Sa stature se renforce deux ans plus tard, grâce à sa gestion de l'incendie de la plate-forme pétrolière Bravo, en mer du Nord, au cours de l'été 1977. Au mois de septembre suivant, elle est élue députée au Storting mais renonce à ce mandat pour rester au gouvernement, dirigé par Odvar Nordli depuis 1976.
À la suite des mauvais résultats de l'AP aux élections locales de 1979, elle est exclue du gouvernement à l'occasion d'un important remaniement ministériel. Elle retrouve alors son siège de députée, où elle fait l'apprentissage de la vie parlementaire. Elle commence par siéger à la commission parlementaire des Finances, avant de prendre la présidence de la commission des Affaires étrangères.

### Première ministre
Au début de l'année 1981, les travaillistes voient leur position de premier parti de Norvège, acquise en 1927, menacée dans les sondages. Au cours d'une réunion organisée autour d'Odvar Nordli le 30 janvier, l'ensemble des dirigeants de l'AP souhaitent qu'elle succède à Nordli, malade, qui a exprimé sa volonté de quitter la direction du gouvernement. Le 4 février 1981, à 41 ans, Gro Harlem Brundtland est la première femme et la plus jeune personnalité nommée Premier ministre du royaume de Norvège. La principale difficulté de son agenda réside dans la construction d'une centrale hydro-électrique à Alta. À peine deux mois plus tard, elle remplace Reiulf Steen, avec qui elle entretenait des relations tendues, à la présidence du Parti travailliste (en norvégien : Arbeidarpartiet ou AP).

#### Chef de l'opposition
Aux élections du 14 septembre 1981, elle sauve la place de l'AP avec 37 % des voix, en recul 5,1 points, et 66 députés sur 155, soit dix de moins. Néanmoins, le centre droit dans son ensemble recueille 44,8 % des suffrages et 79 parlementaires, permettant l'investiture d'un gouvernement minoritaire uniquement conservateur dirigé par Kåre Willoch. Elle est contrainte de quitter le pouvoir exactement un mois après le scrutin, et prend alors la direction de l'opposition.
Membre de la commission sur les problèmes de sécurité et de désarmement conduite par l'ancien et futur Premier ministre social-démocrate suédois Olof Palme, elle contribue à unifier la position de son parti sur les conditions dans lesquelles l'OTAN pourrait assurer la paix, obtenant sur ce point le soutien du centre droit. Au cours du mois de décembre 1983, le secrétaire général de l'ONU, Javier Pérez de Cuéllar, la choisit pour prendre la présidence de la commission mondiale sur l'Environnement et le Développement.
À l'occasion des élections parlementaires du 9 septembre 1985, elle renforce le statut des travaillistes avec 40,8 % des voix et 71 députés sur 157, tandis que la coalition gouvernementale sortante rate la majorité absolue d'un siège et se retrouve désormais dépendante du petit Parti du progrès (FrP).

#### Deuxième mandat: rapport Brundtland et seconde défaite
Du fait d'une importante crise pétrolière, le gouvernement Willoch propose un plan économique rejeté aussi bien par les travaillistes que le FrP, ce qui conduit à sa chute et au retour au pouvoir de Gro Harlem Brundtland le 9 mai 1986. Son nouveau gouvernement, qui comprend huit femmes sur dix-huit ministres, un record, se trouve alors confronté à une situation économique très difficile puisque la balance commerciale est passée, entre 1985 et 1986, d'un excédent de vingt-six milliards de couronnes à un déficit de trente milliards.
Au début de son mandat, elle est de plus très occupée sur la scène internationale, puisqu'elle présente en avril 1987 le rapport Brundtland, baptisé « Notre avenir à tous », qui propose une définition du développement durable et les moyens d'y parvenir. Les conclusions de son rapport ont d'ailleurs abouti à la convocation du sommet de la Terre à Rio de Janeiro, en 1992. Son gouvernement s'est également penché sur la question de l'achèvement du marché intérieur communautaire pour 1992.
Lors des élections du 11 septembre 1989, les travaillistes refluent très fortement, du fait de la progression du Parti socialiste de gauche (SV), avec 34,3 % des voix et 63 députés sur 165. Malgré le fait qu'ils aient connu un recul encore plus important à cause de la percée du FrP, les conservateurs de Jan Peder Syse réunissent une nouvelle fois le centre droit et retrouvent le pouvoir le 16 octobre.

#### Troisième mandat: question européenne et retrait

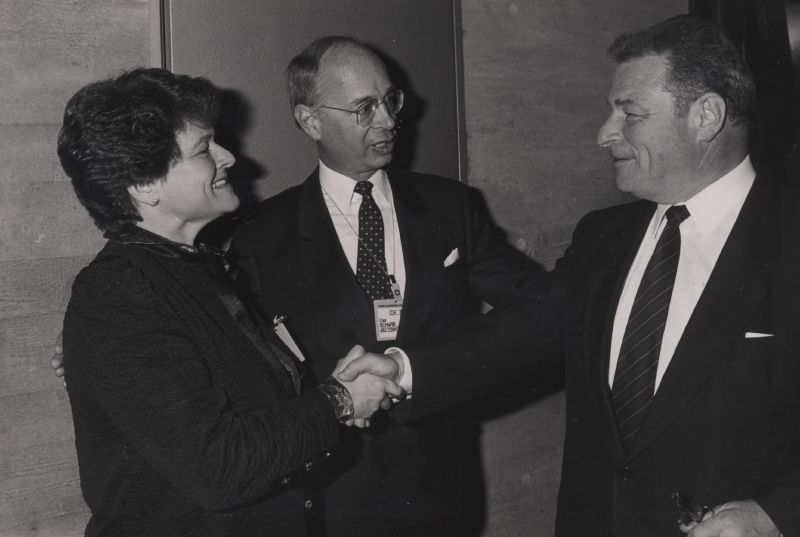
Gro Harlem Brundtland (gauche), au forum économique mondial de 1989.

Treize mois plus tard, le Parti du centre (SP) se retire de la coalition gouvernementale, permettant à Gro Harlem Brundtland d'entamer son troisième mandat le 3 novembre 1990, à la tête d'un gouvernement minoritaire exclusivement travailliste. Son mandat est principalement dominé par les questions européennes. En 1992, elle parvient à faire ratifier par le Storting le traité d'adhésion de la Norvège, membre de l'Association européenne de libre-échange (AELE), à l'Espace économique européen (EEE). Toutefois, du fait de la fin de la Guerre froide et de la chute de l'URSS, d'autres États membres de l'AELE décident de poser leur candidature à l'adhésion à la Communauté économique européenne (CEE). En avril 1992, au terme d'un débat interne à l'AP (dont elle quitte la présidence quelques mois plus tard au profit de Thorbjørn Jagland), elle indique que la Norvège va suivre le même chemin.
Les élections du 13 septembre 1993 sont alors assez contradictoires, puisque les travaillistes sont reconduits avec 36,9 % des voix, mais le SP, opposé à l'adhésion à la CEE, se classent deuxièmes avec 16,7 % des suffrages. Lors du référendum sur l'adhésion de la Norvège à l'Union européenne (UE) le 28 novembre 1994, 52,2 % des votants se prononcent contre une telle perspective. En 1994, elle reçoit le Prix International Charlemagne. Environ deux ans plus tard, en octobre 1996, elle annonce qu'elle compte démissionner, moins d'un an avant les élections législatives. Elle est alors remplacée par Jagland le 25 octobre.
Jusqu'ici elle est le seul Premier ministre à avoir accompli trois mandats non consécutifs, et n'a été reconduite à son poste qu'à l'issue d'un seul scrutin parlementaire, celui de 1993. Pour ce qui est de la longévité au pouvoir depuis 1945, seul Einar Gerhardsen la surpasse, de quelques mois seulement.

### Directrice de l'OMS et engagements internationaux

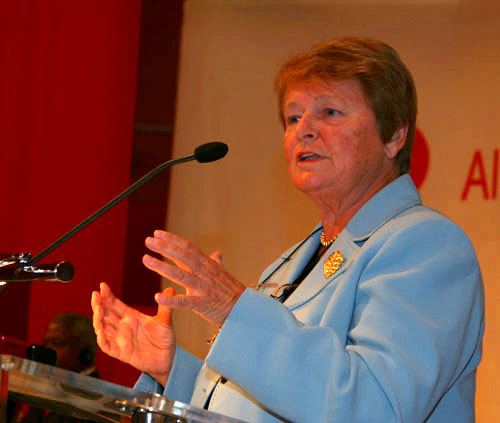
Gro Harlem Brundtland au congrès du Parti travailliste norvégien, en 2007.

Ayant refusé de se représenter aux élections législatives de 1997, elle quitte la vie politique norvégienne. L'année suivante, elle est élue directrice générale de l'Organisation mondiale de la santé (OMS), où elle se montre une dirigeante forte et impulse des réformes internes. Lors de son premier discours, elle déclare que « Quelle est notre mission essentielle ? Il incombe, me semble-t-il, à l'OMS, de veiller au respect de la morale et d'assumer la direction technique pour améliorer la santé de tous les peuples du monde. Nous devons être capables de donner des avis sur les questions clefs dont dépendent le développement et la réduction des souffrances. Notre objectif est pour moi de combattre la maladie et la mauvaise santé - par la promotion de systèmes de santé durables et équitables dans tous les pays ».
Son mandat est notamment marqué par l'épidémie de SRAS, lors de laquelle Gro Harlem Brundtland contraint la Chine à publier les informations dont elle disposait sur le sujet, soupçonnant Pékin de dissimuler l'émergence du virus.
Elle renonce à ce poste à la fin de son mandat en 2003.
Elle intègre ensuite le groupe de haut niveau des Nations unies pour les crises, les défis et le changement et le groupe des Global Elders (Sages Universels) constitué par Nelson Mandela et Desmond Tutu. Elle a également été envoyée spéciale de l'ONU pour le changement climatique.

### Cible des attentats de 2011 en Norvège
Brundtland échappe de justesse à un assassinat lors des attentats de 2011 en Norvège. Elle est sur l'île d'Utøya quelques heures avant le massacre pour donner un discours au camp de la Ligue des jeunes travaillistes. L'auteur du massacre, Anders Behring Breivik, a avoué qu'elle était la cible principale de l'attentat qu'il avait préparé, mais il n'avait pas pu arriver à temps à cause d'un retard à la gare d'Oslo,.

## Prix et récompenses
- Prix international de Catalogne (2013) avec Malala Yousafzai[9]
- Conférence Barbara-Ward 2018[10].

Elle a obtenu plusieurs Doctorat honoris causa :
- Université de Haïfa ( Israël)
- Université catholique de Louvain ( Belgique)
- Institut Karolinska ( Suède, 2013)[3],[11]
- Université Pierre-et-Marie-Curie ( France, 11 octobre 2016)[12]